# Martynas Džiaugys
Pour les articles homonymes, voir Džiaugys.
Martynas Džiaugys (né le 8 novembre 1986 à Kaunas) est un rameur lituanien.
Lors des Championnats d’Europe 2016, il remporte la médaille d’argent en quatre de couple.